# 黑森-達姆施塔特的朱麗安妮
黑森-達姆施塔特的朱麗安妮（德語：Juliane von Hessen-Darmstadt，1606年4月14日—1659年1月15日），東菲士蘭伯爵夫人，黑森-達姆施塔特伯爵路德維希五世的女兒。

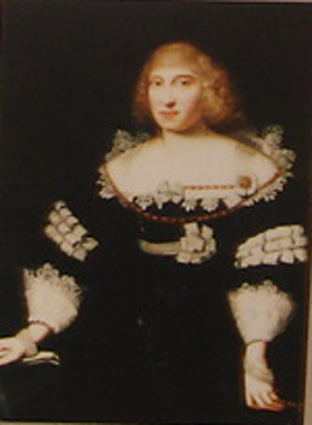

## 家庭
1631年，朱麗安妮與東菲士蘭伯爵烏爾里希二世結婚，兩人共有三個兒子：
1. 埃諾·路德維希（1632年—1660年）
2. 格奧爾格·克里斯蒂安（1634年—1665年）
3. 埃德查德·斐迪南（英语：Count Ferdinand Edzard of East Frisia）（1636年—1668年）